# Los días que me diste
 Los días que me diste  es una película de Argentina filmada en Eastmancolor dirigida por Fernando Siro sobre el guion realizado por Julio Mauricio según su propia obra teatral, que se estrenó el 15 de marzo de 1975 y que tuvo como actores principales a Inda Ledesma y Arturo Puig. Aníbal Di Salvo, el futuro director de cine, fue el director de fotografía del filme.

## Sinopsis
Una mujer madura, desgastada por la rutina, tiene una aventura transitoria con el carnicero del mercado.

## Reparto
Participaron en el filme los siguientes intérpretes:
- Inda Ledesma … Amalia
- Arturo Puig … Mario
- Ana María Picchio
- Carlos Carella
- Hugo Arana
- Raúl Taibo … Fito
- Carlos Lionel
- Fernando Siro
- Elena Cruz
- Celia Juárez
- Hilda Suárez
- Mario Savino
- Silvia Nolasco
- Gladys Antognoli

## Comentarios
Agustín Mahieu en La Opinión escribió:

”Con un enfoque decididamente naturalista Siro desarrolla este romance sin romanticismo, con sinceridad y el empeño de no caer en concesiones espectaculares… Salvo algunas deficiencias menores la realización es sensible y correcta, una de las mejores (tal vez la mejor) en la filmografía de Siro.”

La Nación opinó:

”La pintura de ambientes tiene algunos aciertos… pero el tratamiento cinematográfico carece de vigor y el clima de la narración se desdibuja con frecuencia.”

Manrupe y Portela escriben:

”Tema pequeño e intimista y realización correcta con un romance en el que hay muchos años de por medio.”